# 4115 Петернортон
4115 Петернортон (4115 Peternorton) — астероїд головного поясу, відкритий 29 серпня 1982 року.
Тіссеранів параметр щодо Юпітера — 3,230.